# Attaque de Lemgheity
Guerre du Sahel
Batailles
- Lemgheity
- Tourine
- Garn-Akassa
- Araouane
- Akla
- Areich Hind
- Wagadou
- Bassikounou

L'attaque de Lemgheity se déroule le 4 juin 2005, pendant la guerre du Sahel. Une caserne de l'armée mauritanienne est attaquée par des combattants du GSPC. Il s'agit de la première attaque commise par le GSPC contre des militaires hors de l'Algérie.

## Forces en présence
Les assaillants sont menés par Mokhtar Belmokhtar, d'autres chefs auraient pris part à l'expédition, notamment Abderrahman el-Nigiri et Abdallahi Ould Hmeida, (tous deux tués en 2013 lors de la prise d'otages d'In Amenas) ainsi que Djamel Okacha, Jouleibib et Khalid al-Barnaoui.
La caserne de Lemgheity est occupée par une garnison de l'armée mauritanienne forte de plus de 50 hommes avec 10 pick-up, et selon le ministère mauritanien de la défense, plus de 150 hommes du Groupe salafiste pour la prédication et le combat (GSPC) prennent part à l'assaut.
Pour le journaliste mauritanien Lemine Ould Mohamed Salem, Mokhtar Belmokhtar ne commande que 40 hommes lors du combat

## Prélude
La caserne de l'armée mauritanienne se trouve à Lemgheity, dans la région de El Hank, située en plein désert près des frontières malienne et algérienne. Trois jours avant le combat, les djihadistes envoient deux éclaireurs, un Malien et un Nigérien pour repérer les lieux afin de planifier l'attaque. Celle-ci est baptisée « opération Badr », en référence à la bataille de Badr.
Selon Lemine Ould Mohamed Salem, les djihadistes ont un différend peu avant le combat. Pris d'une crise de conscience à l'idée d'attaquer des soldats musulmans, le mufti du groupe, un Mauritanien, demande à Mokhtar Belmokhtar d'adresser une sommation aux défenseurs de la caserne pour leur demander de se rendre. Des combattants algériens réagissent inversement à cette proposition et demandent que tous les soldats soient égorgés. Finalement après quelques hésitations, Belmokhtar rejette la proposition du mufti mais il interdit à ses hommes d'exécuter les prisonniers.

## Déroulement
Les djihadistes engagent le combat à l'aube, le 4 juin 2005. L'affrontement ne dure qu'une quinzaine de minutes. Les assaillants commencent par prendre le contrôle du poste de communication afin d'empêcher les soldats mauritaniens d'appeler des renforts, puis ils cernent le dépôt d'armes et de munitions, et lancent l'assaut sur le camp.
Les soldats sont complètement surpris, deux d'entre eux tentent de prendre la fuite à pied mais ils sont poursuivis et rattrapés par les assaillants. L'un, un lieutenant, est abattu par balles, l'autre est renversé par un pick-up.
Les djihadistes s'emparent de six véhicules et d'armes lourdes, ils chargent sur leurs pick-up tout leur butin ; armes, munitions, vivres et carburant, puis ils repartent en direction du Mali pour l'une de leurs bases à Hassi Touila. En chemin, les islamistes enterrent tout leur butin en relevant précisément les coordonnées GPS de la cache,,. Les soldats mauritaniens faits prisonniers sont relâchés.

## Pertes
Selon le bilan officiel mauritanien, les pertes des militaires sont de 15 morts, 17 blessés et 2 disparus, dont le chef de l'unité, le capitaine El Kory Ould Ahmed, contre 9 tués du côté des jihadistes. Les blessés sont évacués sur Nouakchott par trois avions. Le gouvernement mauritanien accuse aussitôt le GSPC, qui effectivement revendique l'attaque le 7 juin,. Les islamistes affirment avoir mené l'attaque en représailles à une série d'arrestations d'islamistes mauritaniens et en raison de la participation annoncée de l'armée mauritanienne à des manœuvres militaires coordonnées avec l'armée américaine dans le Sahara.
Selon Lemine Ould Mohammed Salem, le bilan est de 17 morts, 17 blessés et 35 prisonniers du côté des forces mauritaniennes contre cinq tués chez les djihadistes.

## Conséquences
Le combat de Lemgheity a un certain retentissement du côté des djihadistes. Au nom d'Al-Qaïda, Abou Moussab Al-Zarqaoui, le chef d'Al-Qaïda en Irak, félicite notamment les « moudjahidines maghrébins » pour leur victoire. Une des conséquences du combat de Lemgheity sera également de rétablir le rapprochement GSPC et Al-Qaïda et de contribuer à permettre l'allégeance d'Abdelmalek Droukdel à Oussama ben Laden.